# Sarupathar Bengali
Sarupathar Bengali è una suddivisione dell'India, classificata come census town, di 6.607 abitanti, situata nel distretto di Dibrugarh, nello stato federato dell'Assam. In base al numero di abitanti la città rientra nella classe V (da 5.000 a 9.999 persone).

## Società

### Evoluzione demografica
Al censimento del 2001 la popolazione di Sarupathar Bengali assommava a 6.607 persone, delle quali 3.664 maschi e 2.943 femmine. I bambini di età inferiore o uguale ai sei anni assommavano a 781, dei quali 411 maschi e 370 femmine. Infine, coloro che erano in grado di saper almeno leggere e scrivere erano 5.171, dei quali 2.995 maschi e 2.176 femmine.